# Scott Phillips
Thomas Scott "Flip" Phillips (nació el 22 de febrero de 1973, en Valdosta, Georgia) es un músico estadounidense conocido mundialmente por ser el actual baterista de Alter Bridge y de Creed.
Phillips se unió en 2004 a Alter Bridge con sus anteriores compañeros y miembros de Creed, Brian Marshall y Mark Tremonti (guitarrista) al mando. Baterista autodidacta, se inició a los 18 años, tanto en la batería como en el piano y el saxo. En el álbum de 2001 de la banda Weathered, Phillips contribuye como baterista y como teclista.
Actualmente vive en la Florida Central con su esposa April, y su hija, Cadence.

## Influencias
Phillips cita a los baterías siguientes como sus influencias: Will Calhoun (Living Colour), Matt Cameron (Soundgarden/Pearl Jam), Lars Ulrich (Metallica), John Bonham (Led Zeppelin), Neil Peart (Rush).

## Trivia
- La primera banda de rock cual Phillips tocó fue llamado "Crosscut."
- Los álbumes preferidos de Scott son: Time's Up (Living Colour) Dark Side of the Moon & The Wall (Pink Floyd) Led Zeppelin IV (Led Zeppelin) Superunknown (Soundgarden).
- Sus bandas favoritas incluyen Living Colour, Tool, Pink Floyd, Led Zeppelin y Rush.

## Discografía

### conCreed
- (1997) My Own Prison
- (1999) Human Clay
- (2001) Weathered
- (2009) Full circle

### conAlter Bridge
- (2004) One Day Remains
- (2007) Blackbird
- (2010) AB III
- (2013) Fortress
- (2016) The Last Hero
- (2019) Walk The Sky
- (2022) Pawns & Kings